# La Revanche de Gaïa
La Revanche de Gaïa : Préserver la planète avant qu'elle ne nous détruise (titre original : The Revenge of Gaia: Why the Earth is Fighting Back - and How we Can Still Save Humanity) est un essai de vulgarisation scientifique de James Lovelock, publié en 2006. Il s'agit du quatrième ouvrage d'une série consacrée à l'hypothèse Gaïa. Dans cet ouvrage, l'auteur explique comment la Terre peut réagir violemment à la pression anthropique et ajoute des considérations personnelles sur la politique à mener pour la préserver de cette pression.